# Myiopharus ambulatrix
Myiopharus ambulatrix là một loài ruồi trong họ Tachinidae.